# Джованні Фурно
Джованні Фурно (італ. Giovanni Furno; 1 січня 1748, Капуя — 20 червня 1837, Неаполь)—  італійський теоретик, композитор і музичний педагог. Представник, так званої, неаполітанської школи.

## Біографія
У дитинстві залишився сиротою. Завдяки виявленому в ранньому віці музичному таланту, був прийнятий в неаполітанську консерваторію, яка оплатила його навчання. Навчався під керівництвом Карло Котумаччі.
Після закінчення консерваторії працював органістом в різних неаполітанських церквах і присвятив себе написанню духовної музики.
Тривалий час до 1808 року був викладачем композиції в альма матер. Пізніше викладав композицію в консерваторії П'єта-де-Туркіні та в Королівській музичній консерваторії.
Серед його учнів були композитори Сальваторе Аньєллі, Вінченцо Белліні, Саверіо Меркаданте, Ерріко Петрелла, Луїджі Річчі, Лауро Россі та інші.
Д. Фурно — автор двох опер, в тому числі «L'allegria respata» (1778), «Miserere», симфонії та інших творів для оркестру.

## Теоретичні праці
- Metodo facile, breve e chiaro delle prime ed essenziali regole per accompagnare i partimenti senza numeri (Мілан)
- Regole di partimento per imparare a sonare bene il cembalo (Мілан)

## Опери
- L'allegria disturbata (1778)
- L'impegno

## Вокальні твори
- Messa con Credo per soprano, tenore e organo
- Qui sedes per soprano e strumenti
- Miserere per 4 voci e organo
- Dixit in la magg. per soprano, tenore e organo
- Dixit e Magnificat per 2 voci e organo
- Magnificat in re magg. per soprano, contralto, tenore e baritono e orchestra
- Magnificat in fa magg. per due voci e organo
- Nonna in do magg. per 2 soprano e strumenti
- Recitativo e Nonna in pastorale

## Твори для органу
- Apertura in la magg.
- Apertura e pastorale in fa magg.
- Al post communio, trattenimento in fa magg.
- 6 trattenimenti